# لی های-یونگ
لی های-یونگ (انگلیسی: Lee Hye-young؛ متولد ۳۰ ژوئیه ۱۹۸۲) یک تکواندوکار اهل کره جنوبی است.
وی در مسابقات قهرمانی تکواندو جهان در سال ۲۰۰۱ در ججو، در کلاس مگس‌وزن (سبک‌وزن) مدال طلا و در مسابقات قهرمانی تکواندو جهان در سال ۲۰۱۱ در گیونگجو در کلاس خروس‌وزن، یک مدال برنز کسب کرد. وی در مسابقات تکواندو قهرمانی آسیا در بانکوک در سال ۲۰۰۶ مدال طلا را از آن خود کرد.